# Soussigné
Soussigné (Potpisani) est une série télévisée serbe en 10 épisodes de 45 minutes, créée par Marko Kovac pour MK Art Studio et diffusée entre le 25 janvier 2009 sur le réseau Art TV,,. Cette série parodie la série Otpisani (1974-1975), qui traite de la Yougoslavie durant la Seconde Guerre mondiale.

## Épisodes
1. La Centrale téléphonique - 25 janvier 2009 (Art TV)[4], 1er janvier 2011 (TV Metropolis)
2. Le Mot de passe - 1er février 2009 (Art TV), 2 janvier 2011 (TV Metropolis)
3. Le Train - 3 janvier 2011 (TV Metropolis)[5]
4. Paya Shish-kebab -
5. La Mobilisation -
6. Le Camp - [6]
7. La Guerre des nids / Nest Wars -
8. Treger -